# Plaza de los Arces
La plaza de los Arces es una vía urbana de la ciudad de Valladolid, España.

## Descripción
Aparece descrita en Las calles de Valladolid de Juan Agapito y Revilla de la siguiente manera:

Si como alguno me ha indicado la denominación de la calle y plazuela de este título es debida a que en alguna de ellas vivió una familia de apellido Arce, muy difícil sería fijar quién fuera por haber residido y nacido en nuestra villa y ciudad varios, desde Don Fernando Arce, Presidente de la Chancillería en 1521 y 1522, y Don Diego de Arce Reinoso, también presidente del mismo tribunal en 1640 y 1641, y obispo de Ávila, los cuales no es fácil vivieran en el paraje que ahora se refiere, porque tendrían su vivienda en la misma Audiencia, hasta Don Pedro de Arce, secretario de Doña Margarita de Austria, mujer de Felipe III, y Don Alonso Escudero Arce y Eraso, oidor en el siglo XVII.

En Valladolid nacieron Don Juan Arce y Otalora, el más conocido como gran jurisconsulto y escritor de fama en el siglo XVII, y Don José Arce y Arrieta, alcalde de Hijosdalgos de nuestra Chancillería en el XVIII. Pero ninguno de ellos creo pudo dar nombre a calle ni plazuela.

Más méritos para ello pudo tener por el apellido Arces, no Arce, este escribano que veo referido en las actas del Regimiento, como sigue y leo en la de 6 de febrero de 1587: «Este día Pedro de Arzes esiuió en este Ayuntamiento un título de su majestad real por el cual le hace merced el rey que sea su escribano real en estos reinos». Mas tampoco supongo que él fuera la razón del nombre, pues se dice «de los Arces» y no «de Arces», y ello me inclina a que por allí había arces, los árboles así designados, ya que había una huerta muy cerquita, en la calle del General Almirante, y era del conde de Niebla, y, precisamente, «plazuela del Conde de Niebla» se llamó antes de la «de los Arces», y así lo leo en escritura del Hospital de Esgueva de 24 de abril de 1591.